# Tombe delle consorti dei sovrani d'Inghilterra
Questo è l'elenco dei luoghi di sepoltura delle consorti dei sovrani d'Inghilterra.

## Regno d'Inghilterra (1045-1542)
| Sovrano                                                                       | Immagine del sovrano                                  | Luogo di sepoltura                                                  | Immagine della tomba | Coniuge               |
| ----------------------------------------------------------------------------- | ----------------------------------------------------- | ------------------------------------------------------------------- | -------------------- | --------------------- |
| Edith del Wessex (1025-1075) Regina consorte d'Inghilterra (1045-1066)        |                                                       | Sconosciuto                                                         |                      | Edoardo il Confessore |
| Edith di Mercia (c.1057–1066) Regina consorte d'Inghilterra (1066)            |                                                       | Sconosciuto                                                         |                      | Aroldo II             |
| Matilde delle Fiandre (c.1031-1083) Regina consorte d'Inghilterra (1066-1083) |                                                       | Abbazia delle donne, Caen, Francia                                  |                      | Guglielmo I           |
| Matilde di Scozia (1080-1118) Regina consorte d'Inghilterra (1100-118)        |                                                       | Abbazia di Westminster, Londra, Inghilterra                         |                      | Enrico I              |
| Adeliza di Lovanio (c.1103-1151) Regina consorte d'Inghilterra (1121-1135)    |                                                       | Abbazia di Affligem, Brabante, Belgio                               |                      | Enrico I              |
| Matilde di Boulogne (c.1105-1152) Regina consorte d'Inghilterra (1135-1152)   |                                                       | Abbazia di Faversham, Faversham, Inghilterra                        |                      | Stefano               |
| Eleonora d'Aquitania (1122-1204) Regina consorte d'Inghilterra (1154-1189)    |                                                       | Abbazia di Fontevrault, Fontevraud-l'Abbaye, Francia                |                      | Enrico II             |
| Berengaria di Navarra (c.1165-1230) Regina consorte d'Inghilterra (1191-1199) |                                                       | Abbazia di l'Épau, Le Mans, Francia                                 |                      | Riccardo I            |
| Isabella d'Angoulême (c.1186-1246) Regina consorte d'Inghilterra (1200-1216)  |                                                       | Abbazia di Fontevrault, Fontevraud-l'Abbaye, Francia                |                      | Giovanni              |
| Eleonora di Provenza (c.1223-1291) Regina consorte d'Inghilterra (1236-1272)  |                                                       | Abbazia di Amesbury, Amesbury, Inghilterra                          |                      | Enrico III            |
| Eleonora di Castiglia (1241-1290) Regina consorte d'Inghilterra (1272-1290)   |                                                       | Abbazia di Westminster, Londra, Inghilterra                         |                      | Edoardo I             |
| Eleonora di Castiglia (1241-1290) Regina consorte d'Inghilterra (1272-1290)   | Cattedrale di Lincoln, Lincoln, Inghilterra (viscere) |                                                                     |                      | Edoardo I             |
| Margherita di Francia (c.1279-1318) Regina consorte d'Inghilterra (1299-1307) |                                                       | Christ Church Greyfriars, Newgate, Inghilterra                      |                      | Edoardo I             |
| Isabella di Francia (c.1295-1358) Regina consorte d'Inghilterra (1308-1327)   |                                                       | Christ Church Greyfriars, Newgate, Inghilterra                      |                      | Edoardo II            |
| Filippa di Hainault (c.1310-1369) Regina consorte d'Inghilterra (1328-1369)   |                                                       | Abbazia di Westminster, Londra, Inghilterra                         |                      | Edoardo III           |
| Anna di Boemia (1366-1394) Regina consorte d'Inghilterra (1382-1394)          |                                                       | Abbazia di Westminster, Londra, Inghilterra                         |                      | Riccardo II           |
| Isabella di Valois (1389-1409) Regina consorte d'Inghilterra (1396-1399)      |                                                       | Abbazia di St.Laumer, Blois, Francia (sepoltura iniziale)           | N.D.                 | Riccardo II           |
| Isabella di Valois (1389-1409) Regina consorte d'Inghilterra (1396-1399)      | Chiesa dei Celestini, Parigi, Francia                 |                                                                     |                      | Riccardo II           |
| Giovanna di Navarra (c. 1368-1437) Regina consorte d'Inghilterra (1403-1413)  |                                                       | Cattedrale di Canterbury, Canterbury, Inghilterra                   |                      | Enrico IV             |
| Caterina di Valois (1401-1437) Regina consorte d'Inghilterra (1420-1422)      |                                                       | Abbazia di Westminster, Londra, Inghilterra                         |                      | Enrico V              |
| Margherita d'Angiò (1430-1482) Regina consorte d'Inghilterra (1445-1461)      |                                                       | Cattedrale di Angers, Angers, Francia                               | [ 1 ]                | Enrico VI             |
| Elisabetta Woodville (c.1437-1492) Regina consorte d'Inghilterra (1464-1470)  |                                                       | Cappella di San Giorgio, Castello di Windsor, Windsor, Inghilterra  |                      | Edoardo IV            |
| Margherita d'Angiò (1430-1482) Regina consorte d'Inghilterra (1470-1471)      |                                                       | Cattedrale di Angers, Angers, Francia                               | [ 1 ]                | Enrico VI             |
| Elisabetta Woodville (c.1437-1492) Regina consorte d'Inghilterra (1471-1483)  |                                                       | Cappella di San Giorgio, Castello di Windsor, Windsor, Inghilterra  |                      | Edoardo IV            |
| Anna Neville (1456-1485) Regina consorte d'Inghilterra (1483-1485)            |                                                       | Abbazia di Westminster, Londra, Inghilterra                         |                      | Riccardo III          |
| Elisabetta di York (1466-1503) Regina consorte d'Inghilterra (1486-1503)      |                                                       | Cappella di Enrico VII, Abbazia di Westminster, Londra, Inghilterra |                      | Enrico VII            |
| Caterina d'Aragona (1485-1536) Regina consorte d'Inghilterra (1509-1533)      |                                                       | Cattedrale di Peterborough, Peterborough, Inghilterra               |                      | Enrico VIII           |
| Anna Bolena (c.1501-1536) Regina consorte d'Inghilterra (1533-1536)           |                                                       | Chiesa di San Pietro ad Vincula, Londra, Inghilterra                |                      | Enrico VIII           |
| Jane Seymour (c.1508- 1537) Regina consorte d'Inghilterra (1536-1537)         |                                                       | Cappella di San Giorgio, Castello di Windsor, Windsor, Inghilterra  |                      | Enrico VIII           |
| Anna di Clèves (1515-1557) Regina consorte d'Inghilterra (1540)               |                                                       | Abbazia di Westminster, Londra, Inghilterra                         |                      | Enrico VIII           |
| Caterina Howard (c. 1523-1542) Regina consorte d'Inghilterra (1540-1541)      |                                                       | Chiesa di San Pietro ad Vincula, Londra, Inghilterra                |                      | Enrico VIII           |

## Regno d'Inghilterra e d'Irlanda (1541-1603)
| Sovrano                                                                            | Immagine del sovrano | Luogo di sepoltura                                                          | Immagine della tomba | Coniuge     |
| ---------------------------------------------------------------------------------- | -------------------- | --------------------------------------------------------------------------- | -------------------- | ----------- |
| Caterina Parr (1512-1548) Regina consorte d'Inghilterra e d'Irlanda (1543-1547)    |                      | St Mary's Chapel, Sudeley Castle, Inghilterra                               |                      | Enrico VIII |
| Guilford Dudley (1535-1554) Consorte della regina d'Inghilterra e d'Irlanda (1553) |                      | Chiesa di San Pietro ad Vincula, Londra, Inghilterra                        |                      | Jane Grey   |
| Filippo II di Spagna (1527-1598) Re consorte d'Inghilterra e d'Irlanda (1554-1558) |                      | Cripta Reale del Monastero dell'Escorial, San Lorenzo de El Escorial Spagna |                      | Maria I     |

## Regno d'Inghilterra, di Scozia e d'Irlanda (1603-1649)
| Sovrano                                                                                                  | Immagine del sovrano                             | Luogo di sepoltura                          | Immagine della tomba | Coniuge   |
| --- | ------------------------------------------------ | ------------------------------------------- | -------------------- | --------- |
| Anna di Danimarca (1574-1619) Regina consorte d'Inghilterra, di Scozia e d'Irlanda (1603-1619)           |                                                  | Abbazia di Westminster, Londra, Inghilterra |                      | Giacomo I |
| Enrichetta Maria di Francia (1609-1669) Regina consorte d'Inghilterra, di Scozia e d'Irlanda (1625-1649) |                                                  | Basilica di Saint-Denis, Parigi, Francia    | [ 1 ]                | Carlo I   |
| Enrichetta Maria di Francia (1609-1669) Regina consorte d'Inghilterra, di Scozia e d'Irlanda (1625-1649) | Convento di Chatillot, Chaillot, Francia (cuore) |                                             |                      | Carlo I   |

Dal 1649 al 1660 venne ad instaurarsi il Commonwealth of England, con a capo prima Oliver Cromwell e poi suo figlio Richard.

## Regno d'Inghilterra, di Scozia e d'Irlanda (1660-1707)
| Sovrano                                                                                                  | Immagine del sovrano | Luogo di sepoltura                                                                 | Immagine della tomba | Coniuge    |
| --- | -------------------- | ---------------------------------------------------------------------------------- | -------------------- | ---------- |
| Caterina di Braganza (1638-1705) Regina consorte d'Inghilterra, di Scozia e d'Irlanda (1662-1685)        |                      | Pantheon reale dei Braganza, Monastero di São Vicente de Fora, Lisbona, Portogallo |                      | Carlo II   |
| Maria Beatrice d'Este (1658-1718) Regina consorte d'Inghilterra, di Scozia e d'Irlanda (1685-1688)       |                      | Convento della Visitazione, Chaillot, Francia                                      | [ 1 ]                | Giacomo II |
| Giorgio di Danimarca (1653-1708) Consorte della sovrana d'Inghilterra, di Scozia e d'Irlanda (1702-1707) |                      | Abbazia di Westminster, Londra, Inghilterra                                        |                      | Anna       |

## Regno di Gran Bretagna e d'Irlanda (1707-1801)
| Sovrano                                                                                               | Immagine del sovrano | Luogo di sepoltura                                                 | Immagine della tomba | Coniuge     |
| --- | -------------------- | ------------------------------------------------------------------ | -------------------- | ----------- |
| Giorgio di Danimarca (1653-1708) Consorte della sovrana di Gran Bretagna e Irlanda (1707-1708)        |                      | Abbazia di Westminster, Londra, Inghilterra                        |                      | Anna        |
| Carolina di Brandeburgo-Ansbach (1683-1737) Regina consorte di Gran Bretagna e d'Irlanda (1727-1737)  |                      | Abbazia di Westminster, Londra, Inghilterra                        |                      | Giorgio II  |
| Carlotta di Meclemburgo-Strelitz (1744-1818) Regina consorte di Gran Bretagna e d'Irlanda (1761-1801) |                      | Cappella di San Giorgio, Castello di Windsor, Windsor, Inghilterra |                      | Giorgio III |

## Regno Unito di Gran Bretagna e Irlanda (1801-1922)
| Sovrano | Immagine del sovrano                   | Luogo di sepoltura                                                                      | Immagine della tomba | Coniuge      |
| --- | -------------------------------------- | --------------------------------------------------------------------------------------- | -------------------- | ------------ |
| Carlotta di Meclemburgo-Strelitz (1744-1818) Regina consorte del Regno Unito di Gran Bretagna e Irlanda (1801-1818)    |                                        | Cappella di San Giorgio, Castello di Windsor, Windsor, Inghilterra                      |                      | Giorgio III  |
| Carolina di Brunswick-Wolfenbüttel (1768-1821) Regina consorte del Regno Unito di Gran Bretagna e Irlanda (1820-1821)  |                                        | Cattedrale di Brunswick, Brunswick, Germania                                            |                      | Giorgio IV   |
| Adelaide di Sassonia-Meiningen (1792-1849) Regina consorte del Regno Unito di Gran Bretagna e Irlanda (1830-1837)      |                                        | Cappella di San Giorgio, Castello di Windsor, Windsor, Inghilterra                      |                      | Guglielmo IV |
| Alberto di Sassonia-Coburgo-Gotha (1819-1861) Principe consorte del Regno Unito di Gran Bretagna e Irlanda (1840-1861) |                                        | Cappella di San Giorgio, Castello di Windsor, Windsor, Inghilterra (sepoltura iniziale) | N.D.                 | Vittoria     |
| Alberto di Sassonia-Coburgo-Gotha (1819-1861) Principe consorte del Regno Unito di Gran Bretagna e Irlanda (1840-1861) | Royal Mausoleum, Frogmore, Inghilterra |                                                                                         |                      | Vittoria     |
| Alessandra di Danimarca (1844-1925) Regina consorte del Regno Unito di Gran Bretagna e Irlanda (1901-1910)             |                                        | Cappella di San Giorgio, Castello di Windsor, Windsor, Inghilterra                      |                      | Edoardo VII  |
| Mary di Teck (1867-1953) Regina consorte del Regno Unito di Gran Bretagna e Irlanda (1910-1922)                        |                                        | Cappella di San Giorgio, Castello di Windsor, Windsor, Inghilterra                      |                      | Giorgio V    |

## Regno Unito di Gran Bretagna e Irlanda del Nord (1922-attuale)
| Sovrano | Immagine del sovrano | Luogo di sepoltura                                                                                       | Immagine della tomba | Coniuge    |
| --- | -------------------- | --- | -------------------- | ---------- |
| Mary di Teck (1867-1953) Regina consorte del Regno Unito di Gran Bretagna e Irlanda del Nord (1922-1936)                |                      | Cappella di San Giorgio, Castello di Windsor, Windsor, Inghilterra                                       |                      | Giorgio V  |
| Elizabeth Bowes-Lyon (1900-2002) Regina consorte del Regno Unito di Gran Bretagna e Irlanda del Nord (1936-1952)        |                      | Cappella commemorativa di Giorgio VI, Cappella di San Giorgio, Castello di Windsor, Windsor, Inghilterra |                      | Giorgio VI |
| Filippo di Edimburgo (1921-2021) Consorte della sovrana del Regno Unito di Gran Bretagna e Irlanda del Nord (1952-2021) |                      | Cappella commemorativa di Giorgio VI, Cappella di San Giorgio, Castello di Windsor, Windsor, Inghilterra | Elisabetta II        |            |